# 高山自動車短期大学
高山自動車短期大学（たかやまじどうしゃたんきだいがく、英語: Takayama College of Car Technology、公用語表記: 高山自動車短期大学）は、岐阜県高山市下林町1155番地に本部を置く日本の私立大学。1961年創立、1975年大学設置。大学の略称は高短（タカタン）、高山短大。

## 概観

### 大学全体
- 岐阜県高山市に所在する日本の私立短期大学で、設置主体は学校法人高山短期大学[1]。
- 1975年に高山短期大学として開学。かつては学科の新設（商経学科）もあり2学科を擁していた時期もあったが、現在は初期と同じ自動車工学系の単科短期大学である。2008年度より専攻科も設置された。

### 建学の精神（校訓・理念・学是）
- 建学の精神は「産学一体の実学を修め社会に貢献できる人材を育成する」。この実学とは、「実利・実益」、「実験・実証」、「実行・実践」を柱とする。[2]

### 教育および研究
- 自動車整備士の養成に力を注いでいる。「自動車工学」・「自動車経営」・「自動車電子」・「二輪整備」・「車体整備」の各コースが存在する。2020年より専門分野別のそれぞれのコースの枠を撤廃して、自動車工学科の一つとなっている。[3]

### 学風および特色
- 高山自動車短期大学は開学以来、少数精鋭主義を重視し実践している。
- 自己点検自己評価への取り組 みや世界ラリーへの参戦をおこなっている。

## 沿革
- 1961年
  - 4月 高山自動車高等整備学校を創設。
- 1963年
  - 3月 運輸大臣より三級自動車整備士養成校として認定される。
- 1964年
  - 4月 研究科課程を併設。
- 1967年
  - 1月 岐阜県知事より学校法人中村学園の設立を認可される。
- 1968年
  - 4月  高山自動車整備専門学校に改称。
- 1975年
  - 1月10日 左記を以て文部省[注 2]より短期大学の設置が認可される。[4]。
  - 2月 学校法人の名称を学校法人高山短期大学と変更認可される。
  - 4月1日 高山短期大学が以下の学科体制にて開学[5]。
    - 自動車工業学科 入学定員200名[注 3]
- 1975年
  - 5月1日 学生数[7]/定員
    - 自動車工業学科 203[注釈 1]/200

  - 8月 運輸大臣より二級整備士の認定大学として認可される。
- 1976年
  - 3月 高山自動車整備専門学校を廃止する。
  - 5月1日 学生数[8]/定員
    - 自動車工業学科 500[注釈 1]/400
- 1977年
  - 4月1日 この年度よりはじめて女子学生が入学する。
  - 5月1日 学生数[9]/定員
    - 自動車工業学科 670[注 4]/400
- 1981年
  - 4月1日 自動車工業学科の入学定員を200→300[10]に増員[11]。
  - 5月1日 学生数[12]/定員
    - 自動車工業学科 621[注 5]/500
- 1982年
  - 5月1日 学生数[13]/定員
    - 自動車工業学科 660[注 6]/600
- 1984年
  - 4月1日 以下の学科を増設する[注 7]。
    - 商経学科 入学定員100名[注 8]
- 1985年
  - 5月1日 学生数[17]/定員
    - 自動車工業学科 748[注 9]/600
    - 商経学科 76[注 10]/100
- 1986年
  - 4月1日 自動車工業学科の入学定員を300→400に増員[注 11]。
  - 5月1日 学生数[22]/定員
    - 自動車工業学科 797[注釈 2]/700
    - 商経学科 ？[注釈 3]/200
- 1987年
  - 5月1日 学生数[23]/定員
    - 自動車工業学科 929[注釈 4]/800
    - 商経学科 ？[注釈 3]/200
- 1991年
  - 4月1日 商経学科の入学定員を100→150に増員[注 12]。
  - 5月1日 学生数[28]/定員
    - 自動車工業学科 934[注釈 5]/800
    - 商経学科 ？[注釈 3]/200
- 1992年
  - 5月1日 学生数 1397[注 14]。
- 1993年
  - 5月1日 学生数[31]/定員
    - 自動車工業学科 1,014[注釈 6]/800
    - 商経学科 ？[注釈 3]/200
- 1999年
  - 5月1日 学生数[32]/定員
    - 自動車工業学科 682[注釈 7]/800
    - 商経学科 ？[注釈 3]/200
- 2000年
  - 4月1日 学科の改称及び入学定員減を以下の通り行う[注 15]。
    - 自動車工業学科[注 16]
    - 商経学科 150→100[注 17]
- 2003年
  - 4月1日 以下の学科については、この年度で学生募集を最終とする[注 18]。
    - 商経学科[注 19]
- 2006年
  - 4月1日 高山短期大学を高山自動車短期大学に改称[37]。
- 2008年
  - 4月1日 自動車工学科の入学定員を375→250に減員[38]。
  - 同 専攻科の設置が認められ、以下の課程を設ける[39]。
    - 自動車工学専攻 入学定員20名
- 2009年
  - 4月1日 自動車工学科の入学定員を250→200に減員[40]。
- 2013年
  - 4月1日 自動車工学科の入学定員を200→150に減員[41]。
- 2021年
  - 4月1日 自動車工学科の入学定員を150→145に減員[42]。

## 基礎データ

### 所在地
- 岐阜県高山市下林町1155番地

### 交通アクセス
- JR高山本線高山駅下車。

### 象徴
- ホームページほか右記資料も参照のこと[注 20]

## 教育および研究

### 組織

#### 学科
- 自動車工学科 入学定員145名[1]

##### 過去にあった学科
- 商経学科 入学定員100名[注 21]

#### 専攻科
- 自動車工学専攻 入学定員20名[1]

#### 別科
- なし

##### 取得資格について
- 二級ガソリン自動車整備士・二級ディーゼル自動車整備士の受験資格のほか、自動車整備専門学校学科実習教員資格・自動車整備技術講習所講師資格がある。また、前述の二級ガソリン自動車整備士及び二級ディーゼル自動車整備士の合格率は、2008年度及び2009年度国家試験に於いて 合格率100％を達成した。

#### 附属機関
- 図書館
- 飛騨自然博物館

### 研究
- 『研究紀要-高山短期大学-』[46]
- 『研究紀要-高山自動車短期大学-』[47]
- 高山短期大学飛騨自然博物館/編『北アルプス飛騨側自然観察マップ(ネイチャー・セルフ・ガイド)』[48]

## 学生生活

### 部活動・クラブ活動・サークル活動・同好会
- 体育系：バドミントン・モータースポーツ・レストア部・レーシングカート部ほか、ミニ四駆部・Eスポーツ部、などがある

## 大学関係者と組織

### 大学関係者一覧

#### 出身者
- 松本りんす（お笑い芸人・だーりんずメンバー）
- TAIGA（ピン芸人）

## 施設

### キャンパス
- キャンパスの敷地面積はおよそ100,000m2。第一講義棟・実習棟・第二講義棟・自動車工学研究センター・応用技術センター・モータースポーツテクノロジーセンター・モーターバイクテクノロジーセンター・グラウンド・体育館・トレーニングセンター・本部棟・モトクロスコース・学生駐車場ほか日本庭園がある。
- 2021年4月より新実習棟へ移行。

### 学生会館
- 「プランタンA」・「プランタンB」・「プリマヴェーラ」と称した学生会館がある。

### 他大学との協定
- 放送大学[49]

## 卒業後の進路について

### 編入学・進学実績
- 自動車工学科：千葉工業大学・湘南工科大学
- 商経学科：福島大学・高岡法科大学ほか

## 附属学校
- 高山短期大学附属幼稚園：1978年12月25日設置認可[50]